# Benjamin Spock
Benjamin McLane Spock (New Haven, 2 de mayo de 1903-La Jolla, 15 de marzo de 1998) fue un pediatra estadounidense cuyo libro El libro del sentido común del cuidado de bebés y niños, publicado en 1946, es uno de los mayores superventas del siglo XX.
Su revolucionario mensaje a todas las madres era «Ud. sabe más de lo que cree».(en inglés: you know more than you think you do). Spock fue el primer pediatra en estudiar psicoanálisis para tratar de comprender las necesidades infantiles y la dinámica familiar. Sus ideas acerca del cuidado infantil permitieron a varias generaciones de padres ser más flexibles y afectuosos con sus hijos, y tratarlos como individuos, en un contexto en que la sabiduría tradicional propugnaba el uso de la disciplina, y que -por ejemplo- los bebés no deben ser «mimados» alzándolos cuando lloran.
Spock fue además medalla de oro en remo en los Juegos Olímpicos de París 1924.

## Biografía
Nacido en New Haven, Connecticut, Spock fue motivado por sus padres a ayudar en el cuidado de cinco hermanos. El padre era abogado de una compañía ferroviaria.
Graduado en la Universidad de Yale, Spock fue miembro de las fraternidades «Scroll and key» y «Zeta Psi» y deportista de remo. Como miembro de una tripulación de ocho remeros, ganó una medalla de oro en los Juegos Olímpicos de París 1924, junto a James Stillman Rockefeller, también miembro de «Scroll and key».
| Juegos Olímpicos | Juegos Olímpicos | Juegos Olímpicos | Juegos Olímpicos |
| Año              | Lugar            | Medalla          | Prueba           |
| ---------------- | ---------------- | ---------------- | ---------------- |
| 1924             | París (Francia)  | Medalla de oro   | Ocho con timonel |

Spock se formó en medicina en el Colegio de médicos y cirujanos de la Universidad de Columbia en Nueva York, donde se graduó con la mejor calificación de su curso en 1929. Hizo una residencia en el Weill Medical College de la Universidad de Cornell en Manhattan, y luego en psiquiatría en la clínica Payne Whitney.
Durante la Segunda Guerra Mundial prestó servicios como psiquiatra en el cuerpo médico de la reserva de la armada estadounidense, egresando con el rango de teniente comandante. Luego del servicio se empleó como profesor en la escuela de medicina de la Universidad de Minnesota, en la Universidad de Pittsburgh y en la Case Western Reserve University.
Su libro The Common Sense Book of Baby and Child Care fue muy exitoso, con más de cincuenta millones de ejemplares vendidos.
Spock fue un marino dedicado: tenía un barco bautizado Carapace en las Islas Vírgenes Británicas, donde a menudo visitaba el Peter Island Yacht Club, y también tenía un bote más pequeño en Maine. Era propietario de una casa de verano en Maine y un departamento en la Avenida Madison de Manhattan.

## Libros
En 1946, Spock publicó su libro The Common Sense Book of Baby and Child Care, que se convirtió en un superventas. Para 1998 se habían vendido más de 50 millones de ejemplares, y había sido traducido a 39 idiomas. Posteriormente escribió otros tres libros sobre paternidad.

### Polémica sobre permisividad
Las ideas de Spock sobre paternidad recibieron las críticas de quienes veían en su promoción de mayor permisividad por parte de los padres una relación con problemas sociales y de conducta. Norman Vincent Peale declaró a fines de la década de 1960 que «Estados Unidos estaba pagando el precio de dos generaciones que han seguido el plan de gratificación instantánea del Dr.Spock». Antes de desdecirse a causa de una demanda por injurias, el vicepresidente Spiro Agnew denunció a Spock como el «padre de la permisividad», argumentando que «Spock alentó con su sistema de crianza la anarquía juvenil de los años 60».
Sus defensores consideraron que estas críticas mostraban ignorancia sobre lo que Spock había realmente escrito, y que escondían una reacción ante su activismo político. El mismo Spock en su autobiografía aclaró que nunca había apoyado la permisividad y también que los ataques que recibía y las acusaciones de que había arruinado a la juventud estadounidense aumentaron en respuesta a su oposición a la guerra de Vietnam. Refería a tales acusaciones como ataques ad hominem, cuya motivación y naturaleza política resultaban claros.
Spock abordó estas acusaciones en el primer capítulo de su libro de 1994 «Reconstruyendo los valores familiares americanos: un mundo mejor para los niños»:

La etiqueta de permisividad: Un par de semanas después de la denuncia por conspiración legal, y resistencia a las operaciones militares, fui acusado por el reverendo Norman Vincent Peale, un bien conocido clérigo y escritor de Nueva York que apoyó la guerra de Vietnam, corruptora de toda una generación. En un sermón ampliamente difundido por la prensa, el reverendo Peale me culpó por la pérdida de patriotismo, de responsabilidad y de disciplina de los jóvenes que se oponen a la guerra.
Todas estas deficiencias, dijo, se debieron a mi sugerencia a los padres para darles gratificación instantánea como bebés. Fui culpado en docenas de editoriales y columnas de periódicos esencialmente conservadores a lo largo de todo el país, quienes compartían las aseveraciones de Peale.
Muchos padres me han detenido en la calle o en el aeropuerto para agradecerme por ayudarles a criar bellos niños, y a menudo agregaban que no habían visto referencia alguna a la gratificación instantánea en el libro. Les contesté que están en lo cierto... siempre he advertido a los padres sobre mantener firmeza y un claro liderazgo , sobre dar y recibir cortesía. Por otro lado también he recibido cartas de madres conservadoras diciendo, en efecto que gracias a Dios nunca habían utilizado mi horrible libro, y que sus hijos se bañaban, usaban ropa limpia y obtenían buenas calificaciones en la escuela.
Dado que he recibido las primeras acusaciones veintidós años después de que el libro se publicó originalmente, y teniendo en cuenta que los que escriben cuan perjudicial es mi libro aseguran no haberlo usado nunca, pienso que está claro que se trata de hostilidad hacia mis convicciones políticas, más que hacia mi prédica en pediatría. Y aunque he negado las acusaciones durante veinticinco años, una de las primeras preguntas que me hacen los periodistas en las entrevistas es: Doctor Spock, ¿todavía sigue siendo permisivo?. No se puede lidiar con una falsa acusación.
Benjamin Spock,Reconstruyendo los valores familiares americanos: un mundo mejor para los niños

## Ideario

### Síndrome de muerte súbita infantil
Spock aconsejó que no se colocara a los bebés de espalda para dormir, comentando en la edición de 1958 de su libro que «si el niño vomita, existe la posibilidad de que se asfixie». Esta advertencia influyó mucho en los servicios de salud, con apoyo casi unánime hasta la década de 1990. Estudios empíricos posteriores, sin embargo, encontraron que el riesgo de síndrome de muerte súbita del lactante se incrementa significativamente cuando se acuesta al bebé sobre su abdomen. Los partidarios de la medicina basada en la evidencia han usado esta cuestión como ejemplo de la importancia que tienen los consejos médicos basados en evidencia estadística, reportando que aproximadamente 50.000 muertes súbitas en Europa, Australia y Estados Unidos podrían haberse prevenido si se hubiera adecuado el consejo para 1970, año en que se disponía ya de evidencia suficiente.

### Circuncisión masculina
En la década de 1940, Spock fue partidario de la circuncisión aplicada durante los primeros días de vida. Luego, en 1989, escribió un artículo para la revista Redbook en el que expresaba su creencia sobre que la «circuncisión masculina es traumática, dolorosa y de valor cuestionable».

### Activismo político
En 1962 Spock se unió a Peace Action, (comité para una política nuclear sana), donde actuó políticamente para poner fin a la guerra de Vietnam. En 1964 él y otros cuatro militantes incluido William Sloane Coffin fueron procesados por el fiscal general Ramsey Clark por cargos de conspiración y oposición a la estrategia nacional. Spock y tres de sus presuntos cómplices fueron condenados a dos años de prisión, aunque nunca habían estado juntos en una misma habitación. La condena nunca se aplicó, fue apelada, y en 1969 un tribunal federal la revocó.
En 1967 fue nominado como candidato a vicepresidente acompañando a Martin Luther King en la Conferencia para nuevas políticas en Chicago. Según lo escribe William F. Pepper en Orders to kill, la conferencia fue disuelta por agentes provocadores del gobierno.
Spock fue candidato del Partido popular en las elecciones presidenciales de Estados Unidos de 1972, con una plataforma que proponía atención médica gratuita, el rechazo de las leyes de crimen sin víctima, la legalización del aborto, homosexualidad y marihuana, un ingreso mínimo garantizado para las familias, y la retirada inmediata de las tropas estadounidenses de países extranjeros.
En las décadas de 1970 y 1980 Spock ofreció conferencias contra las armas nucleares y los recortes en ayuda social del gobierno.

## Obras de Benjamin Spock
- Baby and Child Care (1946, con revisiones hasta la décima edición, 2018)
- A Baby's First Year (1954)
- Feeding Your Baby and Child (1955)
- Dr. Spock Talks With Mothers (1961)
- Problems of Parents (1962)
- Caring for Your Disabled Child (1965)
- Dr. Spock on Vietnam (1968)
- Decent and Indecent (1970)
- A Teenager's Guide to Life and Love (1970)
- Raising Children in a Difficult Time (1974)
- Spock on Parenting (1988)
- Spock on Spock: a Memoir of Growing Up With the Century (1989)
- A Better World for Our Children (1994)[10]
- Dr. Spock's the School Years: The Emotional and Social Development of Children 01 Edition (2001)

## Vida personal
Jane Cheney se casó con Spock en 1927 y le ayudó en la investigación y redacción de Dr. Spock's Baby & Child Care, publicado en 1946 por Duell, Sloan & Pearce con el título The Common Sense Book of Baby and Child Care. El libro ha vendido más de 50 millones de ejemplares en 42 idiomas.
Jane Cheney Spock fue defensora de las libertades civiles y madre de dos hijos. Nació en Manchester (Connecticut) y estudió en el Bryn Mawr College. Participó activamente en Americans for Democratic Action, la American Civil Liberties Union y el National Committee for a Sane Nuclear Policy. Jane y Benjamin Spock se divorciaron en 1976. Tras su divorcio, organizó y dirigió grupos de apoyo para mujeres divorciadas mayores.
En 1976, Spock se casó con Mary Morgan. Construyeron una casa en Arkansas, en el lago Beaver, donde Spock remaba a diario. Mary se adaptó rápidamente a la vida de viajes y activismo político de Spock. Fue detenida con él en varias ocasiones por desobediencia civil. Una vez fueron detenidos en Washington D. C. por rezar en el jardín de la Casa Blanca, junto con otros manifestantes. En el momento de la detención, Morgan fue desnudada y Spock no. Morgan demandó a la cárcel y al alcalde de Washington por discriminación sexual. La Unión Americana de Libertades Civiles se hizo cargo del caso y ganó. Morgan también inició a Spock en el masaje, el yoga, la dieta macrobiótica y la meditación, lo que supuestamente mejoró su salud. Mary programaba sus conferencias y se encargaba de los acuerdos legales de Baby and Child Care para las ediciones 5ª, 6ª, 7ª, 8ª y 9ª. Sigue publicando el libro con la ayuda del coautor Robert Needlman. Baby and Child Care se sigue vendiendo en todo el mundo.
Durante la mayor parte de su vida, Spock vistió trajes de Brooks Brothers y camisas con cuello desmontable, pero a los 75 años, por primera vez en su vida, Mary Morgan le hizo probar los vaqueros. Le presentó a terapeutas de Análisis Transaccional (AT), le acompañó a meditar dos veces al día y le cocinó una dieta macrobiótica. "Me devolvió la juventud", decía Spock a los periodistas. Él se adaptó a su estilo de vida, y ella al suyo. Había 40 años de diferencia entre sus edades.
Durante muchos años Spock vivió a bordo de su velero, el Carapace, en las Islas Vírgenes Británicas, frente a Tórtola. A los 84 años, Spock ganó el tercer puesto en un concurso de remo, cruzando 6,4 km del canal Sir Francis Drake entre Tórtola y Norman Island en 2,5 horas. Atribuía su fuerza y buena salud a su estilo de vida y a su amor por la vida.
Spock tenía un segundo velero llamado Turtle, a bordo del cual vivía y navegaba en Maine los veranos. Vivieron sólo en barcos, sin casa, durante la mayor parte de 20 años. En 1991, ya era incapaz de caminar sin ayuda y poco antes de su muerte también fue declarado enfermo. Al final de su vida, su médico, Steve Pauker, del New England Medical Center de Boston, le aconsejó que bajara a tierra. En 1992, Spock recibió el Premio al Valor de Conciencia de la Abadía de la Paz en la Biblioteca Presidencial John F. Kennedy por su compromiso de por vida con el desarme y la crianza pacífica de los hijos.